# Wilson Jermaine Heredia
Wilson Jermaine Heredia (Brooklyn, New York, 1971. december 2. –) Tony-díjas amerikai színész. Apja a Dominikai Köztársaságból vándorolt be az Egyesült Államokba. A 96’-os Tony Award-on ő győzött, mint legjobban szereplő színész a Rent-ben (musical csoportban) Angel Dumott Schunard szerepéért. Ugyanilyen kategóriában elnyerte a Drama Desk Award díját, illetve jelölték a Laurence Olivier Színház díjára is.

## Karrierje
Heredia számos filmben feltűnt, többek között a Cha-chában is. Az 1999-es Flawless-sel ellentétben – ahol Robert De Niró-val és Philip Seymour Hoffmannal játszott együtt, a Rent-ben csak egy híresebb színésszel játszott együtt Daphne Rubin-Vegával. Ezenkívül Heredia feltűnt még a Law & Order: Special VIctims Unit szériában.
A Broadway eredeti szereposztásának főbb szereplői (ebből 5 ember került a filmbe és Heredia) között Heredia is feltűnt a Rent filmváltozatában, aminek Chris Colombus a rendezője. Heredia kijelentette, hogy a bonyolult és öntelt Angellé való átalakulás bonyolult és roppant nehéz folyamat volt, de elmondása szerint élvezte. Viszont Angel sminkje, ami rettenetesen rikító volt egyáltalán nem tetszett neki.
2006. január 9-én a Critics Choise díjkiosztón bemutatták Rosario Dawsonnal, Taye Diggs-szel és Tracie Thoms-szal a Rent főbb jeleneteit. Heredia feltűnt továbbra is Dawson-nal és Thoms-szal egy 2007-es filmben, a Descent, a szerep amit játszott Diego volt.

## Filmjei
- The Girl from the Naked Eye (2009)…. Bobby
- I Am Bad (2009)…. Sam
- Three Chris's (2009) (TV)…. Satan
- Murders (2009) …. Mark Sanders
- Without a Trace …. Juan (1 episode, 2007)
- aka W.A.T (USA: short title)
- Res Ipsa (2007) TV episode …. Juan
- Descent (2007) …. Diego
- Medium …. Richard Gomez (1 évad, 2006)
- Profiles in Terror (2006) TV episode …. Richard Gomez
- Johnny Was (2006) …. Sparra
- Nailed (2006) …. Adam
- Rent (2005) …. Angel Dumott Schunard
- Law & Order: Special Victims Unit" …. Evan (1 évad, 2000)
- aka Law & Order: SVU (USA: promotional abbreviation)
- aka Special Victims Unit (New Zealand: English title)
- Nocturne (2000) TV episode …. Evan
- Flawless (1999) …. Cha-Cha
- Went to Coney Island on a Mission from God… Be Back by Five (1998) …. Darcy

## További információ
- Wilson Jermaine Heredia a PORT.hu-n (magyarul)
- Wilson Jermaine Heredia az Internetes Szinkronadatbázisban (magyarul)
- Wilson Jermaine Heredia az Internet Movie Database-ben (angolul)